# Aggregat 5

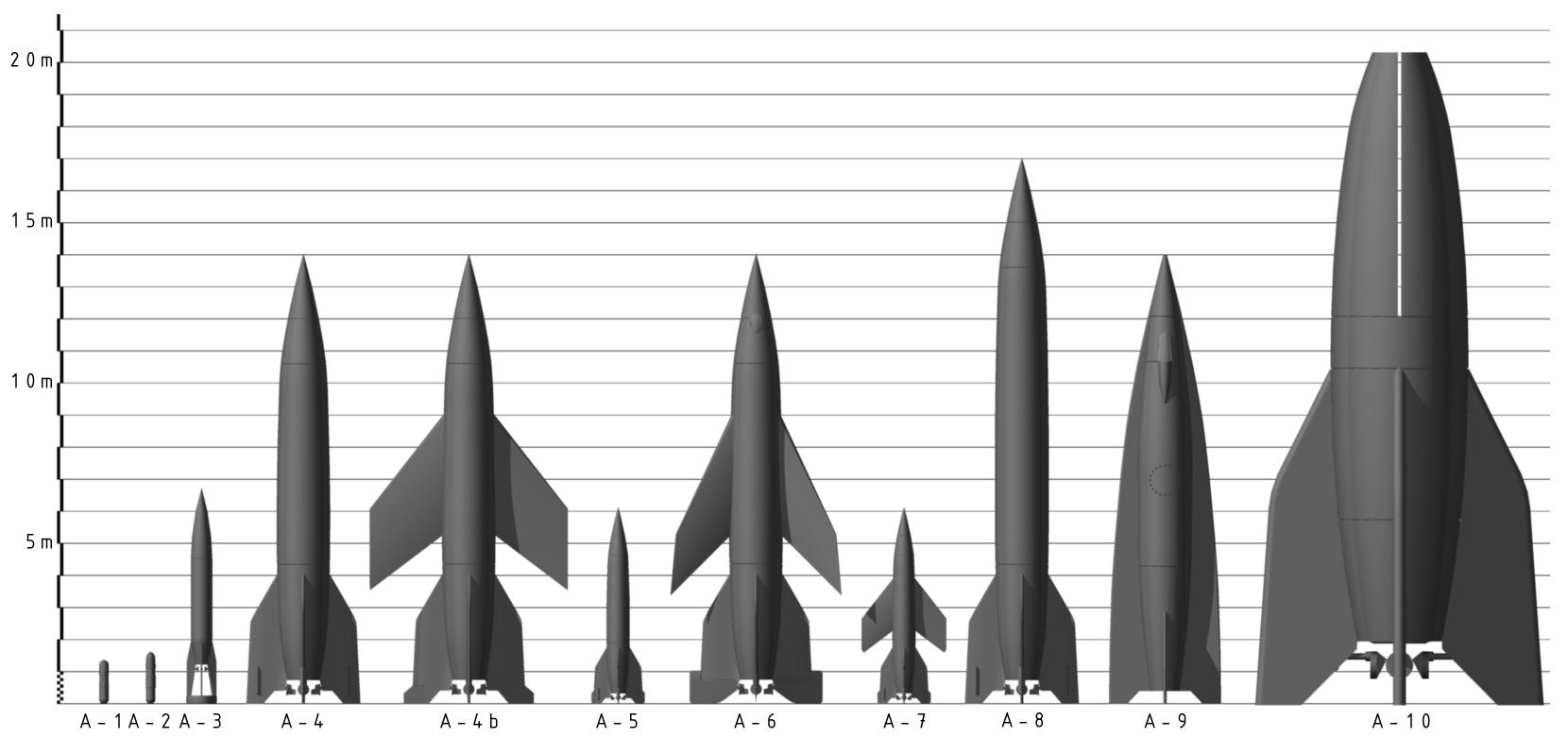
Größenvergleich

Das Aggregat 5 (kurz: A5) war eine deutsche Versuchsrakete mit einer Länge von 5,825 Metern, einem Durchmesser von 0,78 Metern, einem Startgewicht von 900 Kilogramm und einem Startschub von 15 kN. Der Antrieb erfolgte mit durch Druckgas gefördertem Alkohol und Flüssigsauerstoff.
Das Aggregat 5 ersetzte die Aggregat-3-Rakete, die die in sie gesetzten Erwartungen nicht erfüllte. Das Antriebssystem des Aggregats 5 wurde vom Aggregat 3 übernommen, jedoch erhielt das Aggregat 5 die aerodynamische Form des geplanten Aggregats 4, für das es ein Erprobungsträger war.
Der Erststart des Aggregats 5 erfolgte im Sommer 1938 auf der Greifswalder Oie. Ab Oktober 1939 wurden mit dem Aggregat 5 erste gelenkte Flüge durchgeführt, um das für das Aggregat 4 geplante Steuerungssystem zu erproben. Das Aggregat 5 erreichte eine Gipfelhöhe von bis zu 12 Kilometern und konnte nach der Landung an einem Fallschirm wiederverwendet werden.